# Pericoma tonnoiri
Pericoma tonnoiri är en tvåvingeart som beskrevs av Vaillant 1978. Pericoma tonnoiri ingår i släktet Pericoma och familjen fjärilsmyggor. Inga underarter finns listade i Catalogue of Life.